# 哈特利縣 (德克薩斯州)
哈特利縣（英語：Hartley County）是美國德克薩斯州西北部的一個縣，西鄰新墨西哥州。面積5,537平方公里。根据美國2000年人口普查，共有人口3,790人。縣治錢寧（Channing）。
成立於1876年8月21日，縣政府成立於1891年2月9日。縣名紀念一對兄弟：魯福斯為記者、德克薩斯最高法院法官；奧利弗為軍人、《德克薩斯法律彙編》編輯、州議員。